# Бразильско-южнокорейские отношения
Бразильско-южнокорейские отношения — дипломатические отношения между Бразилией и Республикой Корея. Обе страны являются членами G20 и Организации Объединенных Наций.

## История
В октябре 1959 года Бразилия и Южная Корея установили дипломатические отношения. В 1962 году Южная Корея открыла постоянное посольство в Рио-де-Жанейро (первое в Латинской Америке). В 1965 году Бразилия открыла посольство в Сеуле.
В 1962 году произошла первая массовая миграция с Корейского полуострова в Бразилию. Официальные лица двух стран заключили соглашение, направленное на снижение безработицы в Южной Корее и развитие сельскохозяйственных угодий в Бразилии. Некоторые из корейских иммигрантов действительно начали заниматься сельским хозяйством в Бразилии, однако многие не видели в этом будущего и переехав в города, стали торговцами одеждой и в конечном итоге начали открывать швейные предприятия по всей стране. Более 50 000 бразильцев имеют корейское происхождение.
В 1970 году премьер-министр Южной Кореи Пэк Ту Джин был отправлен в Бразилию в качестве специального посланника от имени президента Пак Чон Хи, что открыло путь к более тесным отношениям между двумя странами. В 1996 году президент Южной Кореи Ким Ён Сам стал первым главой правительства Южной Кореи, посетившим Бразилию с официальным визитом.
В январе 2001 года президент Бразилии Фернанду Энрики Кардозу стал первым главой правительства Бразилии, посетившим Южную Корею. Находясь в Южной Корее, обе страны подписали Соглашение о сотрудничестве в мирном использовании ядерной энергии.
В мае 2018 года министр иностранных дел Бразилии Алоизио Нуньес отправился в Сеул, чтобы инициировать обсуждение возможного соглашения о свободной торговле между МЕРКОСУР (членом которого является Бразилия) и Южной Кореей. В октябре 2019 года обе страны отметили 60-летие дипломатических отношений.

## Государственные визиты
Визиты Президентов Бразилии в Южную Корею
- Президент Фернанду Энрики Кардозу (2001 г.)
- Президент Луис Инасиу Лула да Силва (2005, 2010)

Визиты Президентов и Премьер-министров Южной Кореи в Бразилию
- Премьер-министр Пэк Ту Джин (1970)
- Президент Ким Ён Сам (1996)
- Премьер-министр Ким Джон Пхиль (1999 г.)
- Президент Но Му Хён (2004)
- Президент Ли Мён Бак (2008, 2012)
- Премьер-министр Ким Хвансик (2011 г.)
- Президент Пак Кын Хе (2015)
- Премьер-министр Ли Нак Ён (2018)

## Дипломатические представительства
- У Бразилии есть посольство в Сеуле.[6]
- Южная Корея имеет посольство в Бразилиа и генеральное консульство в Сан-Паулу.[7]